# Louise-Jeanne de Durfort
Louise-Jeanne de Durfort de Duras, duchesse de Mazarin, de Mayenne et de La Meilleraye, née à Paris le 1er septembre 1735 et morte à Paris le 17 mars 1781, est une aristocrate française, réputée pour la collection d'objets d'art qu'elle a commandés aux artistes de son temps. 

## Biographie

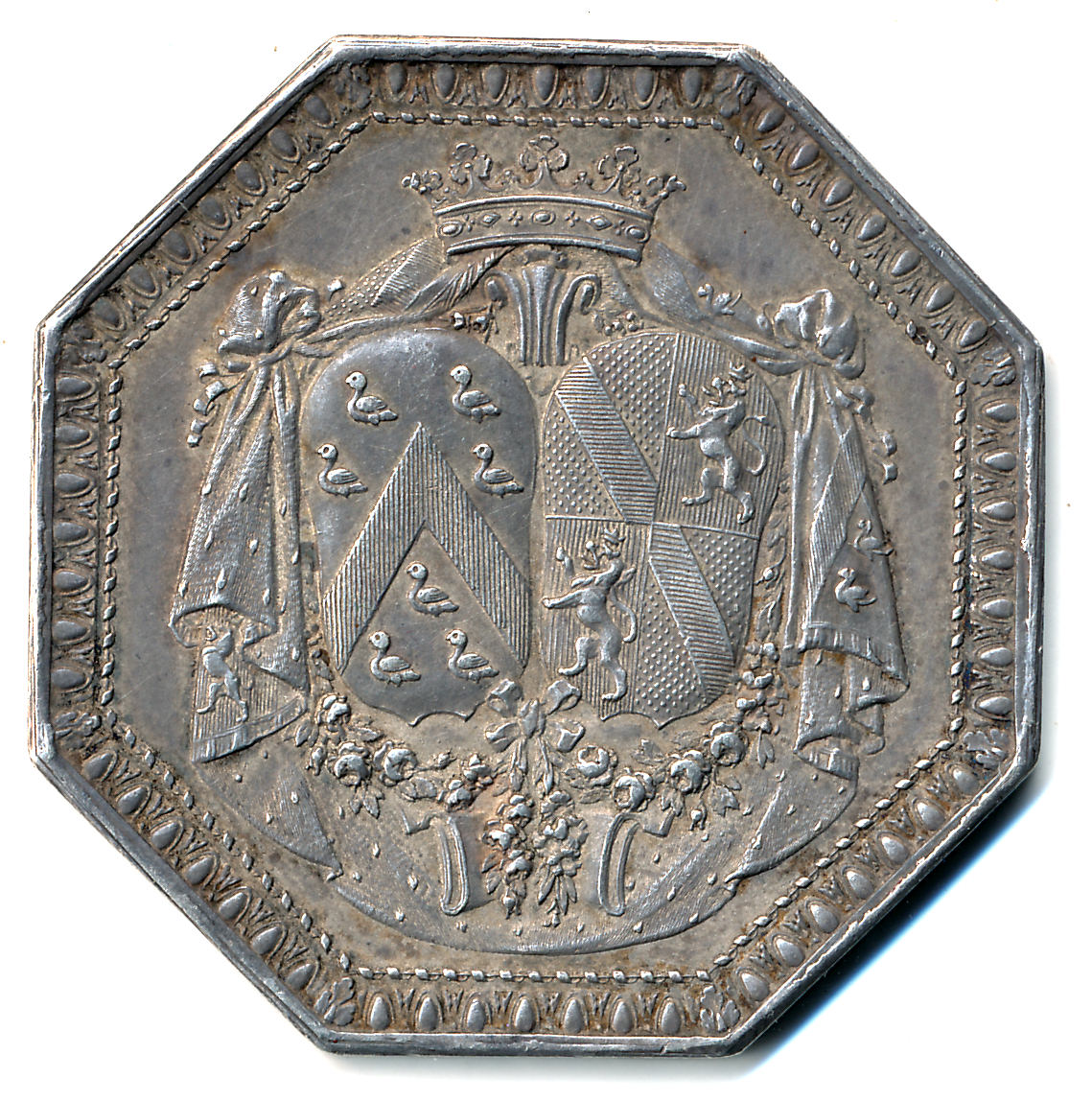
Jeton de mariage Louis d’Aumont et Louise-Jeanne de Durfort gravé par Lorthior en 1747. Argent 36mm

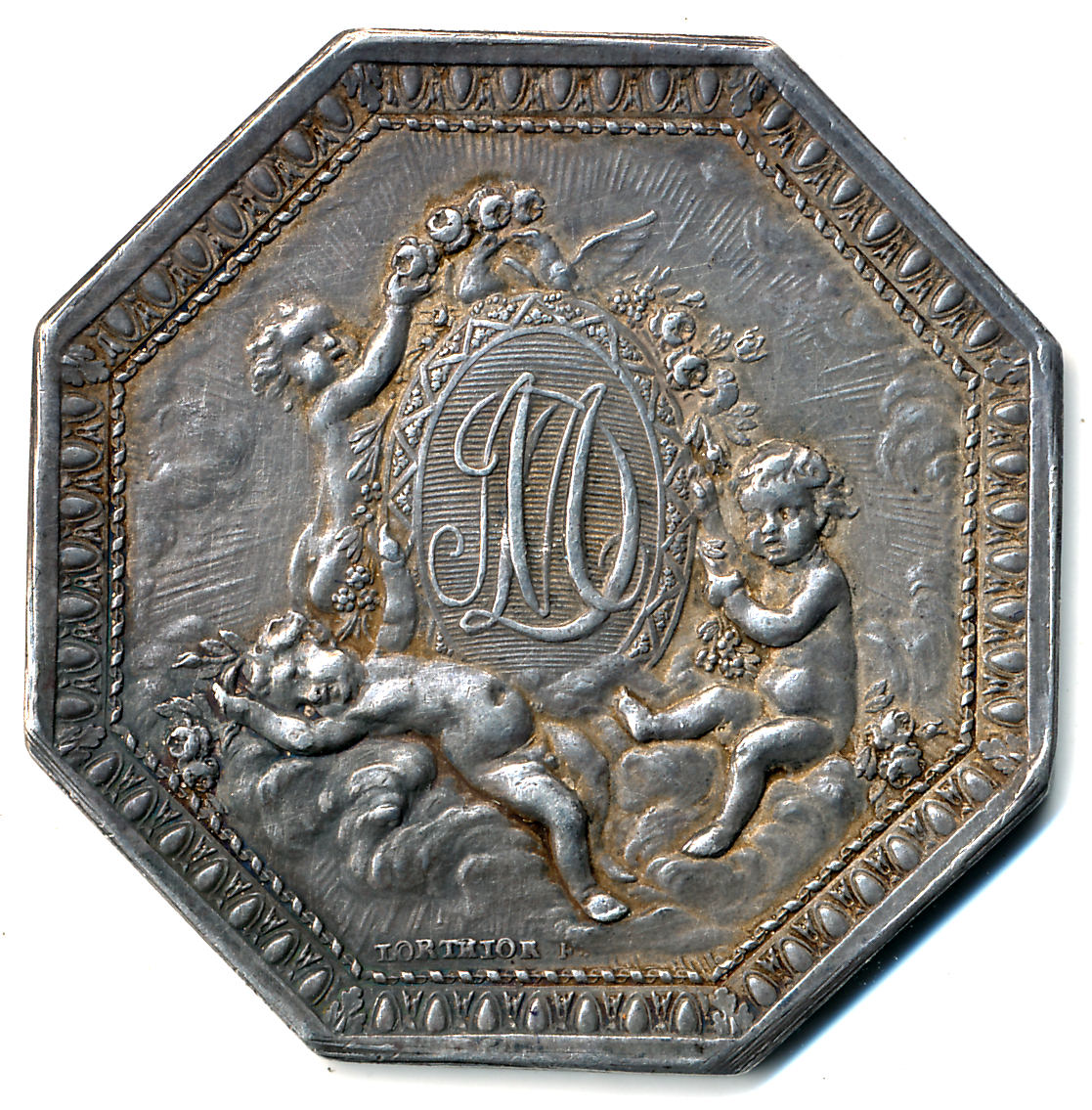
Revers du jeton de mariage

Fille d'Emmanuel-Félicité de Durfort, duc de Duras, et de Charlotte-Antoinette de La Porte, duchesse de Mazarin, elle hérite de sa mère les duchés de La Meilleraye, de Mazarin et de Mayenne. Elle est mariée à Louis-Marie-Guy d'Aumont, et est la belle-fille d'un autre grand collectionneur du XVIIIe siècle, le duc d'Aumont. Elle est la mère de Louise d'Aumont, duchesse de Monaco. Elle a peut-être eut une fille naturelle avec le prince de Conti. 
Louise-Jeanne de Durfort s'est distinguée comme une des grandes collectionneuses d'objets d'art du XVIIIe siècle, patronnant des artistes comme les architectes François-Joseph Bélanger, Jean-François Chalgrin, l'ébéniste Martin Carlin, le bronzier Pierre Gouthière, etc. Sa collection est passée en vente après sa mort pour faire face à ses créanciers. Certaines pièces ont été rachetées par la famille. Les vestiges de cette collection se retrouvent dans quelques grands musées (Musée du Louvre, Frick Collection, etc.) ou collections privées. Elle résidait à Paris quai Malaquais, sur l'emplacement de l'actuelle école des beaux-arts de Paris, dans un hôtel mis au goût du jour par François-Joseph Bélanger et Jean-François Chalgrin. 
Parmi les pièces qui subsistent de sa collection : 
- P. Gouthière, Paire de bras à cinq lumières en forme de carquois et fleurs de pavot, bronze ciselé, patiné et doré, v. 1781 (Musée du Louvre, OA 11995-11996)
- J.-F.-T. Chalgrin et P. Gouthière, Console de marbre bleu turquin à décor de bronze doré, v. 1781, (Frick Collection, 1915.5.59)